# ジョゼフ・マリオッコ
ジョゼフ・"ジョー・メイラク"・マリオッコ(Joseph "Joe Maylak" Magliocco, 1898年 - 1963年12月28日)はプロファチ一家に属していたマフィアのメンバーで、一家のボス。本名ジュゼッペ・マリオッコ(Giuseppe Magliocco)。シチリア・カステッランマーレ・デル・ゴルフォ出身。体重300ポンド以上もある巨漢だった。
義理の兄弟に当たるジョゼフ・プロファチの時代にはアンダーボスを務め、1962年の彼の死後、ファミリー内のキャプテンたちの選挙によってボスに昇格したが、トーマス・ルッケーゼに選挙は正当なものではないと主張され、ボスを決め直すべきだと言われる。この頃プロファチ一家はギャロ兄弟の反抗やコロンボ・グループなどのファミリー内での派閥争いがあった。当時ルッケーゼはギャロ兄弟を支援していた。
その後、マリオッコはコミッション会議で4万ドルの罰金と再びボスを決める選挙をやり直すよう命じられた。このとき行われたコミッション会議はアパラチン事件の後ということもあって、多くのボスが欠席した(マリオッコ自身も逮捕されている)。そのため、この会議は何の意味も持たないとジョゼフ・ボナンノは語った。その後、マリオッコは警備に神経質になった。屋敷のフェンスには電流を流し、車を使うときは前夜に爆弾が仕掛けられていないか確かめるためにリモコンを使いエンジンをかけるほどの徹底ぶりだった。その当時屋敷にはビル・ボナンノが住んでいた。マリオッコとボナンノ親子は親しい関係だった。1963年、ギャロと仲間たちが逮捕されたことにより、マリオッコの緊張状態はようやく終結した。
1963年初秋、甥の義理の父親のサルヴァトーレ・"ザ・シェイク"・ムサチオと共に、敵対関係にあるルッケーゼとカルロ・ガンビーノ、ステファノ・マガディーノを殺害しようとする計画を立てるが、マリオッコの下についていたジョゼフ・コロンボが裏切ってガンビーノらに密告したため、高血圧に苦しんでいたマリオッコは命こそ助けられたものの5万ドルの罰金を払わされた上、ボスの座を降ろさせられた。マリオッコはその直後に体調を崩し、1963年12月28日に病院で心臓発作により亡くなる。その後、一家のボスの座はコロンボの手に転がり込んだ。